# Adda (rivier)
De Adda is een rivier in Lombardije, Noord-Italië met een lengte van 313 kilometer.
De rivier ontspringt in de omgeving van Stelvio, nabij de Zwitserse grens en loopt dan met een ruime bocht door het Valtellina naar het noordelijke gedeelte van het Comomeer, die hij bij Lecco in het zuidoosten weer verlaat. Vandaaruit stroomt de rivier tussen Milaan en Bergamo door naar de Povlakte, tot hij enkele kilometers ten westen van Cremona uitmondt in de Po.
Steden aan de Adda:
- Bormio
- Tirano
- Sondrio
- Lecco
- Lodi

De Brembo en de Serio zijn de voornaamste zijrivieren. Beide stromen zij vanuit de Alpen naar de Povlakte om daar links de Adda in te stromen.

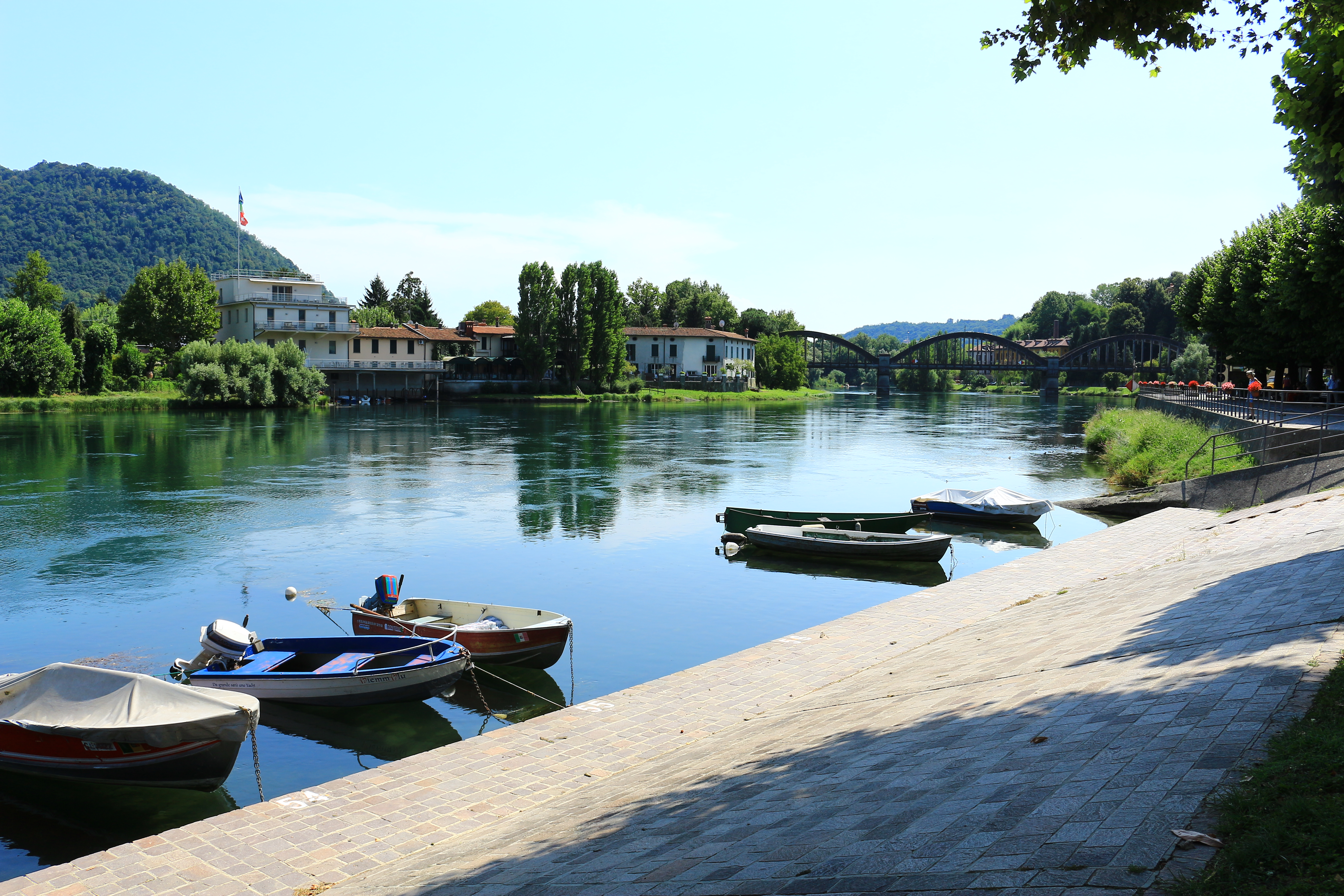
Adda in Brivio

- Bibliothèque nationale de France: cb13887009d (data)
- Library of Congress Control Number: sh88000672
- Nationale Bibliotheek van Israël: 987007529807205171
- Virtual International Authority File: 140836059
- WorldCat: E39PBJgCQx4K4ygp6q78PthT73